# (576212) 2012 HL85
(576212) 2012 HL85 est un transneptunien de la famille des cubewanos, de magnitude absolue 6,6. 
Son diamètre est estimé à 200 km.